# Karol Masny
Karol Masny, poljski general, * 1887, † 1968.